# Kilinochchi
Kilinochchi (Tamil: கிளிநொச்சி Kiḷinocci [ˈkɨɭinotːʃi], Singhalesisch: කිලිනොච්චි Kilinocci [ˈkilinotːʃi]) ist eine Stadt im Norden Sri Lankas. Sie liegt rund 70 Kilometer südöstlich von Jaffna und ist Verwaltungssitz des Distrikt Kilinochchi der Nordprovinz.

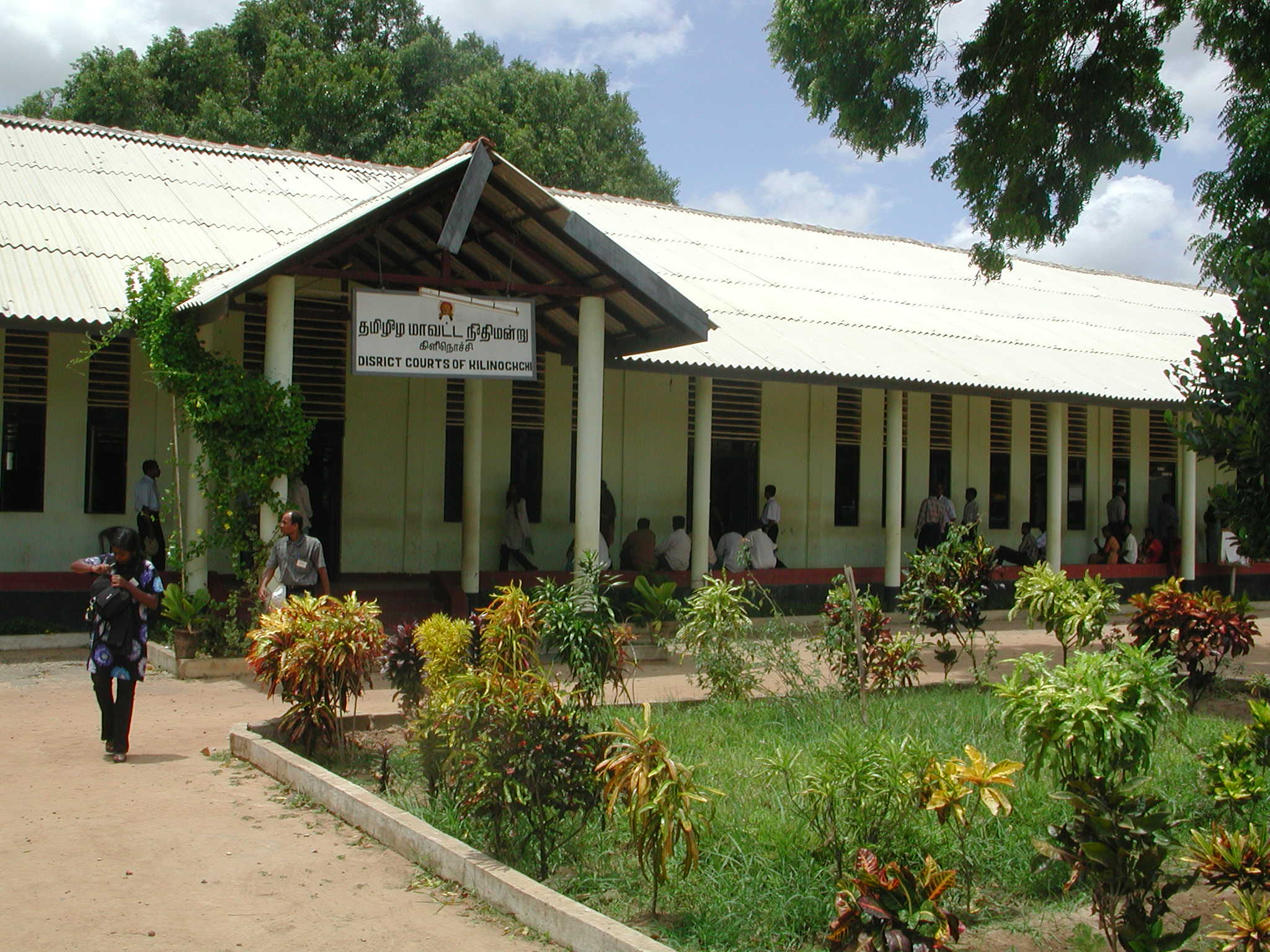
Distriktgericht in Kilinochchi unter LTTE-Verwaltung (2005)

Kilinochchi liegt in der Vanni-Region im tamilisch besiedelten Norden Sri Lankas. Das Gebiet von Kilinochchi war lange sehr dünn besiedelt. Die Stadt Kilinochchi wurde erst 1936 im Rahmen eines Kolonisierungsprogramms mit dem Ziel, den Bevölkerungsdruck auf der dicht besiedelten Jaffna-Halbinsel zu lindern, gegründet.
Kilinochchi gehört zu den Gebieten, die von tamilischen Separatisten als Teil eines unabhängigen Staates Tamil Eelam eingefordert wurden und war von 1983 bis 2009 vom Bürgerkrieg in Sri Lanka betroffen. 1990 übernahm die Rebellenorganisation Liberation Tigers of Tamil Eelam (LTTE) nach dem Abzug der indischen Friedenstruppen die Kontrolle über die Stadt. Im September 1996 nahmen die Regierungstruppen Kilinochchi ein, im September 1998 wurde die Stadt aber wieder von der LTTE eingenommen und diente von da an als De-facto-Hauptstadt der von der LTTE kontrollierten Gebiete. Im Zuge ihrer Offensive in der Endphase des Bürgerkriegs eroberte die Armee Sri Lankas Kilinochchi am 2. Januar 2009.
Durch Kilinochchi führt die Fernstraße A9 von Kandy nach Jaffna, der wichtigsten Verkehrsverbindung in den Norden Sri Lankas. Kilinochchi ist über die nördliche Linie der Sri Lankan Railways an das Eisenbahnnetz angeschlossen. Nachdem der Bahnverkehr infolge des Bürgerkriegs 1990 eingestellt worden war, wurde die Strecke nach Kilinochchi im September 2013 wiedereröffnet.